# PKF International
PKF, ou PKF International (PKFI), anciennement « Pannell Kerr Forster » est un réseau international de cabinets de comptabilité et d'audit financier. 
Ses membres sont selon PKF présents dans 125 pays. 
En 2010, PKF International se considérait parmi les 10 plus importants réseaux de ce type (dans le domaine comptable), avec un revenu agrégé estimé (juin 2010) à 2.4 milliards de dollars (US) pour l'ensemble des membres. Avec d'autres firmes comme BDO International, Grant Thornton, PKF est souvent considéré comme regroupant les cabinets auditeurs les plus importants (en termes de marché et en termes de réseau international), mais après le « Big Four » (les 4 premiers).

## Objectifs & intérêts
Un des intérêts de ce type de réseau est de permettre le partage de ressources (économie d'échelle, résolution plus rapide d'enquête de juricomptabilité/fraudes) et la mise à jour de savoirs et savoir-faire, par exemple pour appliquer dans un pays des solutions testées dans un autre ou s'adapter aux changements de réglementation douanière, fiscale, financière, etc. 
Il s'agit aussi de faire connaitre ou reconnaître les membres du réseau par leurs pairs et de potentiels clients.
Un autre intérêt serait de diffuser et faciliter l'utilisation de standards internationaux d'audits, plus performants notamment pour la régulation du commerce et de la finance,, mais aussi la recherche et prévention de risque financier ou de fraude et de reporting (International Financial Reporting Standards ou IFRS). Ce réseau - dans son propre intérêt et celui de certains de ses clients - pourrait contribuer à faire avancer l'idée de standards universels et d'une normalisation de l'audit et de la comptabilité.
De tels « standards » se développent depuis la globalisation financière et de l'Économie au XXe siècle, et dans le cadre de l'OCDE et de l'OMC notamment, en s'inscrivant dans un mouvement (technique et politique) plus général d'organisation de la standardisation internationale, avec notamment l'AFNOR en France. 
Ils faciliteraient le travail des comptables, l'interopérabilité de nombreux logiciels d'entreprises, une coopération et des relations plus saines et sûres entre les entreprises, tout en permettant aux États, bourses, actionnaires et agences de notation de comparer les économies et les entreprises sur des bases communes (en limitant les risques de fraudes ou évasion fiscale si cet objectif était intégré dans la standardisation). 

Mais selon des économistes ayant étudié cette question, ce mouvement de normalisation est un idéal encore précaire et fragile. Il est freiné, voire « empêtré » dans des systèmes d'audit variés, des pratiques de pouvoir et d'exclusion, des intérêts contradictoires et des luttes pour l'obtention de distinctions à l'intérieur de la profession, qui sapent  le potentiel de rapprochement des mondes par des normes communes. 

En outre, comme l'ont montré l'histoire économique récente et plusieurs scandales financiers, de grandes agences de notation et des cabinets d'audits réputés n'ont pas détecté de lourdes malversations ou la gravité des prémisses de la crise de 2008 (ex : Crise des subprimes. Enfin, le manque de transparence du monde de la finance spéculative et des paradis fiscaux, la spéculation financière, la corruption, certains conflits d'intérêts et pratiques « mafieuses » peuvent aussi freiner ce travail.
Le réseau offre aussi des outils de formation en ligne (e-learning).

## Histoire du groupe
Elle commence en 1969 avec la création de « Pannell Kerr Forster »  par quatre cabinets comptables d'Australie, du Canada, du Royaume-Uni et des États-Unis qui se réunissent pour créer une association internationale. 
Ces quatre entreprises étaient :
- Pannell Fitzpatrick & Co (UK);
- Harris, Kerr, Forster & Co (USA);
- Campbell, Sharp, Nash & Field (Canada);
- Wilson, Bishop, Bowes & Craig (Australie).

En 1980, ces 4 entreprises membres décident d'utiliser Pannell Kerr Forster comme nom de marque commune pour créer une marque de comptabilité internationale. 
Le réseau profitera à cette époque de l'émergence de multinationales par des processus incessants et souvent internationaux de fusion-acquisition. Avocats et conseillers financiers ont été nécessaires de grandes compagnies et de grandes fortunes de magnats de l'industrie dans les économies dites émergentes (Inde, Chine, Asie du sud-est et Brésil notamment) et des vagues de privatisation industrielle des pays de l'ex-URSS lors du passage du communisme au capitalisme, ces pays étant obligés de s'inscrire, au moins dans une certaine mesure dans un mouvement d'harmonisation internationale des audits et de la comptabilité pour entrer en bourse ou s'imposer dans les pays industrialisés.
En 2000, ce nom est raccourci en PKF qui apparait peu à peu dans les contrats et marchés d'origine. 
PKF peut aussi être ajouté comme préfixe au nom d'une société existante.
Chaque membre de PKF International Limited reste juridiquement « indépendant ». 
À ce jour, environ 300 sociétés membres (ou leurs correspondants), c'est-à-dire plus de 21 000 personnes fournissent ou ont fourni dans 440 lieux (agences...) dans environ 125 pays, des services consultatifs dans le domaine de la comptabilité et des affaires .
En 2012, PKF a recruté de nouveaux cabinets-membres au Japon et en Corée du Sud dont le maintien dans le réseau n'est pas certain it is to be replaced by the London-based firm Littlejohn Frazer.

## Services
Les membres de PKF vendent des conseils dans les domaines suivants :
- assurance ;
- fiscalité ;
- faillite ;
- Finance et « corporate finance » ;
- juricomptabilité ;
- management ;
- hôtellerie...